# Shabelle
Shabelle è una delle zone amministrative in cui è suddivisa la Regione dei Somali in Etiopia.

## Woreda
La zona è composta da 11 woreda:
1. Aba-Korow
2. Adadle
3. Berocano
4. Danan
5. East Imi
6. Elale
7. Ferfer
8. Gode
9. Godey town
10. Kelafo
11. Mustahil